# Tempête tropicale Chantal (2001)
Pour les articles homonymes, voir Cyclone tropical Chantal.
La  tempête tropicale Chantal  est une petite tempête tropicale qui a traversé la mer des Caraïbes au mois d’août 2001. Elle est le troisième système tropical de la saison 2001 et s'est développée à partir d'une onde tropicale dans l'océan Atlantique tropical. Chantal a atteint une intensité maximale de 111 km/h à deux reprises dans la mer des Caraïbes, et à chaque fois elle aurait pu atteindre le statut d'ouragan.  Le 21 août, Chantal s'est installée à terre près de la frontière entre le Mexique et le Belize, avant de se dissiper le lendemain.
À Trinidad, 2 personnes sont mortes foudroyées. Au Belize, le plus touché, aucune victime ne fut signalé, mais les dommages furent évalués à 4 millions de dollars. 

## Évolution météorologique
Le 11 août, une onde tropicale quitta la côte africaine et entra au-dessus de l'Atlantique. Le 14 août, la circulation cyclonique fermée est établie, et l'onde devient la quatrième dépression tropicale. Cependant, elle ne parvient pas à se développer, et finalement dégénère en onde tropicale le 16 août.
Le 17 août, après avoir traversé les Petites Antilles, l'onde se réorganise, et peut être nommée Chantal le jour même. Elle atteint pour une première fois les 60 nœuds (111 km/h) le 19 août. Le cyclone s'organise enfin le 20, avec une circulation cyclonique fermée clairement définie. Chantal est temporairement affaiblie, mais regagna rapidement la puissance perdue. Le 21 les vents atteignent à nouveau les 60 nœuds (111 km/h), mais la tempête touche terre à la frontière mexico-bélizienne, et manque de peu le statut d'ouragan. Toutefois, le cisaillement du vent et l'interaction des terres ont empêché ce renforcement.

## Préparatifs

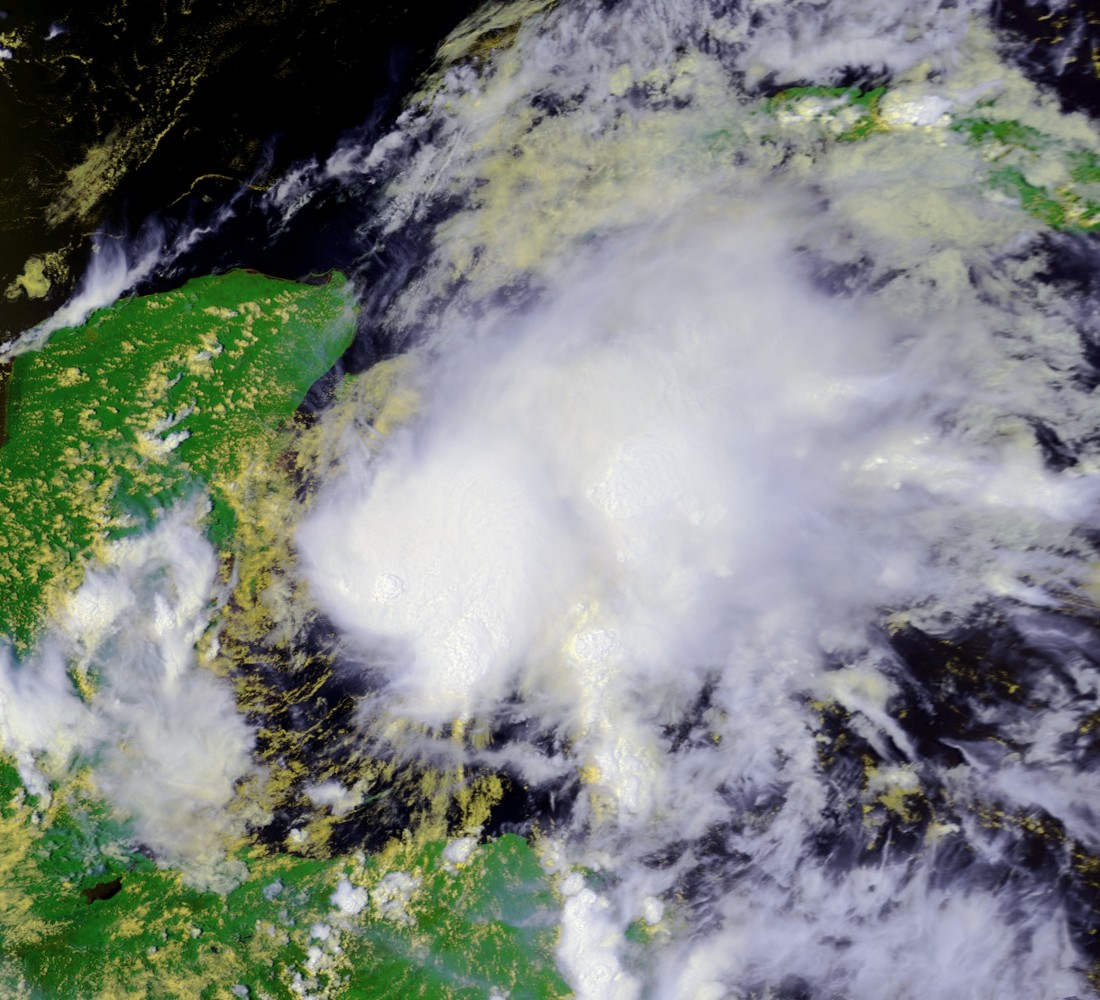
Chantal approchant le Yucatán le 20 août.

Le 15 août, le National Hurricane Center a émis une veille cyclonique pour la Barbade, Saint-Vincent et Sainte-Lucie. Le lendemain, elle fut changées en alerte, les prévisionnistes prédisant que le système atteindrait le statut de tempête tropicale. Des veilles et des avertissements supplémentaires ont également été émis pour le reste des îles du Vent.
Tard le 17 août, le gouvernement de la Jamaïque a lancé une veille d'ouragan en raison du renforcement prévu de Chantal. Le lendemain, il a été brièvement transformé en avertissement avant de passer à un avertissement de tempête tropicale, en raison de l'affaiblissement de la tempête dans les Caraïbes centrales. Dans le pays, les autorités ont conseillé aux pêcheurs de regagner le port, tandis que certains vols à destination de l'aéroport international Norman-Manley de Kingston étaient annulés. Un avertissement de tempête tropicale a également été émis pour les îles Caïmans, où un abri d'urgence fut ouvert et il a été recommandé aux touristes de quitter temporairement les îles,.
Environ 50 heures avant l'arrivée de Chantal, une veille de tempête tropicale fut émise pour le Belize et l’est de la péninsule du Yucatán. Environ 12 heures plus tard, elle a été transformée en une veille d'ouragan. Lorsque le manque d'intensification significative est devenu évident, un avertissement de tempête tropicale a été ajouté pour une grande partie de la péninsule du Yucatán, puis pour une partie de la côte mexicaine le long de la baie de Campêche.
À l'approche de la tempête, près de 2 500 personnes vivant dans des zones vulnérables de l'est du Mexique furent évacuées vers des zones plus sûres. Environ 8 000 personnes furent évacuées au Belize, principalement sur des îles situées au large des côtes. Le gouvernement du Belize a ouvert son centre d'opération d'urgence et évacué plusieurs hôpitaux. Environ 250 vols de lignes aériennes ont été annulés et certains itinéraires de croisières ont été détournés vers des endroits plus sûrs.

## Impacts

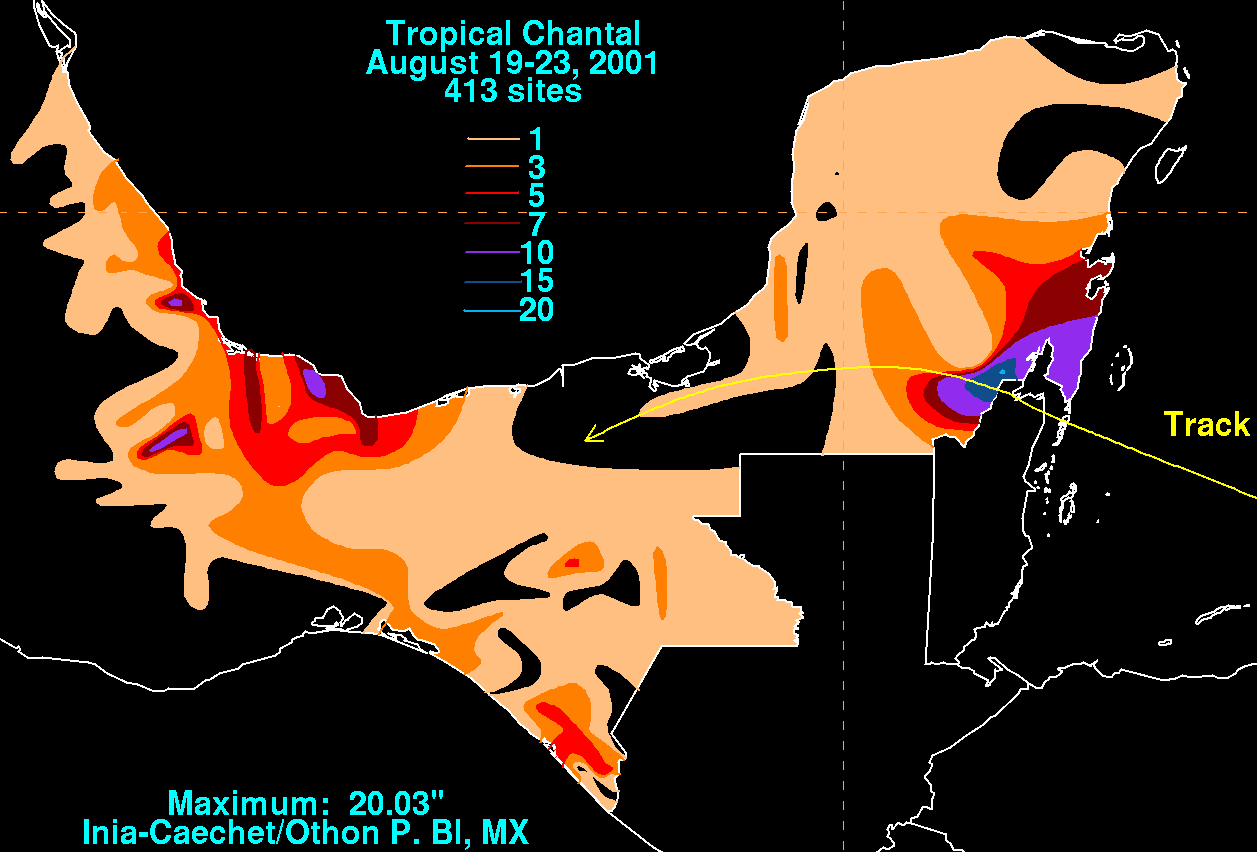
Accumulations de pluie laissées par Chantal au Mexique.

### Antilles
Comme forte onde tropicale, Chantal a traversé les îles du Vent. L'île de la Martinique a enregistré des vents soutenus de 63 km/h et des rafales à 91 km/h. Le 16 août, la foudre du système a tué deux frères dans le sud de la Trinidad et les fortes pluies ont provoqué des inondations et emporté des routes. En traversant l'est de la mer des Caraïbes, les bandes de pluie extérieures de Chantal ont provoqué des précipitations légères à modérées à Porto Rico et dans les îles Vierges américaines.
À Porto Rico, les précipitations les plus importantes ont été enregistrées à Rio Piedras (61 mm). En passant au sud de la Jamaïque, la tempête a provoqué de faibles précipitations et des vents en rafales. Les bandes de pluie extérieures ont également affecté les îles Caïmans.

### Belize
Au Belize, la tempête tropicale a provoqué une rafale de 115 km/h à Caye Caulker, bien que des vents plus forts aient été possibles dans une bande de convection plus au nord. Des précipitations modérées furent signalées dans tout le pays, culminant à 249 mm à la station Towerhill. Le long de la côte, les hautes vagues ont endommagé les digues et les quais. Plus à l'intérieur des terres, la combinaison de vents et d'inondations a causé des dégâts à l'agriculture et aux infrastructures. Les dommages globaux dans le pays se sont élevés à 4 millions de dollars de 2001.

### Mexique
La tempête tropicale Chantal a également provoqué des rafales de vent sur la péninsule du Yucatán, avec des pointes atteignant 100 km/h à Chetumal, Quintana Roo. Les précipitations furent de modérées à fortes le long de son trajet et une station située près de Chetumal a signalé un pic de 509 mm.
Les restes de Chantal ont également laissé des précipitations le long de la côte de la baie de Campêche. La tempête a entraîné la destruction des arbres et des lignes électriques, ainsi que la destruction de bâtiments. Les fortes pluies ont aussi entraîné des glissements de terrain sur Quintana Roo, laissant certaines zones isolées. Initialement, deux pêcheurs furent portés disparus au large de la côte sud-est mais cela n'a pas été confirmé. Les dégâts globaux furent mineurs.